# Fritz Schwarz-Waldegg

Vier Soldatenportraits der Hoch- und Deutschmeister, 1917

Fritz Schwarz-Waldegg, eigentlich Friedrich Schwarz (* 1. März 1889 in Wien; † 4. September 1942 im Vernichtungslager Maly Trostinez bei Minsk oder – mehr wahrscheinlich – 14. Oktober 1943 im Vernichtungslager Sobibor) war ein österreichischer Maler.

## Leben
Fritz Schwarz-Waldegg wurde als viertes Kind jüdischer Eltern in Wien geboren, welche seine künstlerische Begabung unterstützten. So wurde ihm bereits als Siebzehnjähriger der Besuch der privaten Malschule von David Kohn ermöglicht. Im Alter von 27 Jahren konvertierte Schwarz-Waldegg zum katholischen Glauben, was von seiner Familie problemlos gebilligt wurde.
Seine weitere Ausbildung erhielt er an der Wiener Akademie der bildenden Künste unter Christian Griepenkerl und Rudolf Bacher. Als junger Künstler lernte er Egon Schiele und Oskar Kokoschka kennen. In weiterer Folge wurde Schwarz-Waldegg Mitglied in der liberalen Künstlervereinigung Hagenbund, in der weder Religionsbekenntnis noch die politische Einstellung eines Künstlers maßgeblich waren. In den Jahren von 1925 bis 1927 war Schwarz-Waldegg Präsident des Hagenbundes, der 1938 von den nationalsozialistischen Machthabern zwangsaufgelöst wurde.

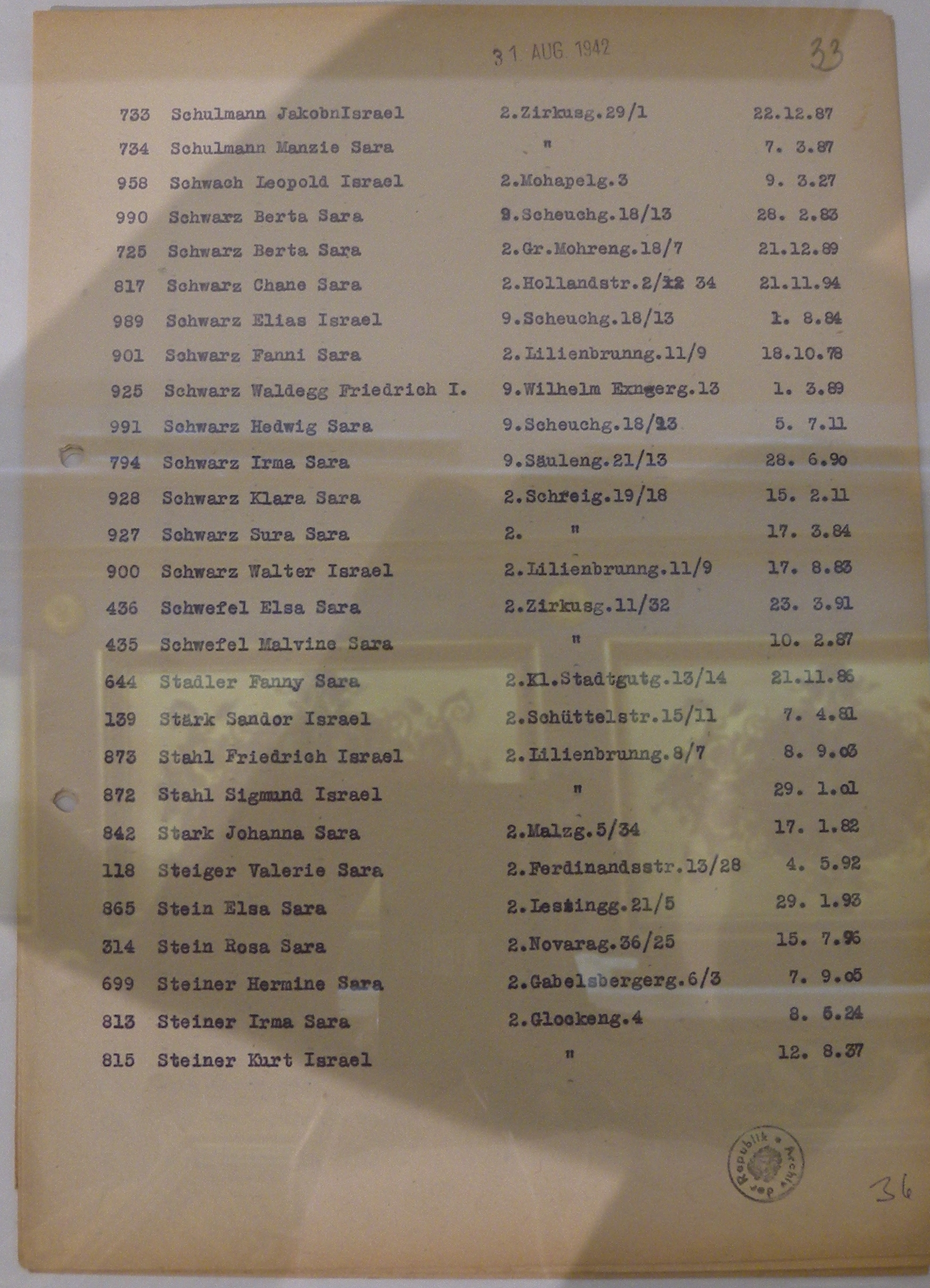
Deportationsliste vom 31. August 1942 mit dem Namen Schwarz-Waldeggs

Trotz Konversion zum katholischen Glauben und seiner Verdienste im Ersten Weltkrieg als Freiwilliger beim k.u.k. Infanterieregiment Nr. 4 „Hoch- und Deutschmeister“ wurde ihm nach dem Anschluss Österreichs an das Deutsche Reich jede Tätigkeit als Künstler verboten. Er erhielt keine Aufträge mehr und musste im Oktober 1938 sein Atelier räumen, seitdem sind viele seiner Werke verschollen. Ohne jegliche Einkünfte wohnte Schwarz-Waldegg ab dem 21. Oktober 1938 in der Wohnung seiner Schwester Melanie Schmied in der Wilhelm-Exner-Straße im 9. Bezirk. Im August 1942 wurde der Künstler aus der Wohnung seiner Schwester geholt und in ein Sammellager überführt. In den frühen Morgenstunden des 31. August 1942 wurde Schwarz-Waldegg zum Aspangbahnhof gebracht. Von dort wurde er vermutlich in das Vernichtungslager Maly Trostinez deportiert und gleich nach der Ankunft am 4. September ermordet.
Es gibt Berichte, die eine andere Sicht auf das Ende Schwarz-Waldeggs zulassen. Nach Aussage u. a. des stellvertretenden Kommandanten des Vernichtungslagers Sobibor, Karl Frenzel, war Schwarz-Waldegg dort einer der wenigen Häftlinge, die zunächst vor der Tötung in der Gaskammer verschont wurden. Neben Max van Dam aus Amsterdam, der Porträts der SS-Leute anfertigte, und Alfred Friedberg aus Frankfurt, der Stillleben und Blumenbilder malte, wurde Schwarz-Waldegg zu künstlerischen Arbeiten im Angesicht des Todes gezwungen. Den SS-Leuten war an der Verschönerung ihrer Unterkünfte gelegen; zudem verschenkten sie Kunstwerke an Verwandte daheim. Frenzel sagte im Sobibor-Prozess aus, dass er sich selbst einige Werke Schwarz-Waldeggs angeeignet habe. Nach seiner Festnahme 1962 habe seine Familie die Bilder jedoch zerstört, um Spuren zu verwischen. Sara Berger verweist in ihrer detailreichen Arbeit zu den Vernichtungslagern darauf, dass der Tod Schwarz-Waldeggs bislang zumeist am 4. September 1942 in Minsk oder Maly Trostenez verortet wird. Dies könne jedoch bezweifelt werden: 1. Es gab keinen Grund, dass der Angeklagte Frenzel die bis dato unbekannte Ausbeutung des Malers dem Gericht mitteilte. 2. Die Wahrscheinlichkeit, dass Frenzel überhaupt Kenntnis von der Existenz des Malers Schwarz-Waldegg bekommen hätte, sofern dieser nicht sein Gefangener in Sobibor war, ist als gering einzustufen. 3. Wenn Schwarz-Waldegg in Sobibor war, hat er dort auch den Tod gefunden; Überstellungen der wenigen Arbeitshäftlingen in die beiden anderen Lager der Aktion Reinhardt, geschweige denn nach Maly Trostenez hat es nie gegeben. 4. Der Transport, mit dem Schwarz-Waldegg Wien gen Osten verlassen hatte, traf am 4. September 1942 in Minsk ein. Die diesbezügliche Deportationsliste steht dem Verdacht des Weitertransports nach Sobibor nicht entgegen. Frenzel sagte aus, der Maler habe mehrere Wochen, wenn nicht gar Monate im Lager gearbeitet, was demgemäß nach dem 4. September 1942 geschehen sein muss. 5. Die vorgenannten Punkte evozieren einen Tod Schwarz-Waldeggs in Sobibor zu einem späteren Zeitpunkt als September 1942. Kurt Thomas (ehemalige Name: Ticho) erwähnt ihn als einen der Häftlinge in Sobibor, mit denen er befreundet war, und als einen der Maler in Sobibor, zusammen mit Max van Dam, die ihr Atelier in Lager 1 hatten. Der Überlebende des Lagers Mordechaj Goldfarb sagte 1965 diesbezüglich sogar aus, Schwarz-Waldegg sei beim Lageraufstand am 14. Oktober 1943 getötet worden.
Schwarz-Waldegg zählt zu den bedeutendsten Vertretern und Pionieren der expressionistischen Malerei Österreichs nach 1918. Er arbeitete anfangs mit einer Tonigkeit, in der Braun- und Grautöne dominierten. Nach dem Ersten Weltkrieg hellte sich seine Palette auf, es entstanden Werke, die mitunter an einen abgewandelten Kubismus erinnern. Intensive, leuchtende Farben und eine dynamische Pinselführung markierten um 1923 seine Wandlung zum Expressionismus. Er malte vorwiegend Porträts, figurale Kompositionen und Landschaften. Sein Werk blieb vorerst im Besitz seiner Schwester, in weiterer Folge verstreuten sich die Arbeiten in Sammlungen auf der ganzen Welt. Nur noch in wenigen österreichischen Sammlungen sind Werke von der Hand Schwarz-Waldeggs vertreten, so im Heeresgeschichtlichen Museum, im Wien Museum, in der Österreichischen Galerie Belvedere und in der Albertina in Wien.

## Ausstellungen
- 1913: Herbstausstellung des Wiener Künstlerhauses
- 1968: Einzelausstellung mit 28 Werken in der Wiener Secession
- 2009: Fritz Schwarz-Waldegg. Maler-Reisen durchs Ich und die Welt. Retrospektive im Jüdischen Museum Wien vom 4. November 2009 bis 25. April 2010[11]

## Werke (Auszug)
- Vier Soldatenportraits der Hoch- und Deutschmeister, 3. Feldkompanie des Infanterieregimentes No 4 „Hoch- und Deutschmeister“, 1917, Öl auf Leinwand, Heeresgeschichtliches Museum Wien
- Die Goldene (Tapferkeitsmedaille), 1917, Öl auf Leinwand, Heeresgeschichtliches Museum Wien
- Bekenntnis, 1920, Öl auf Leinwand, Österreichische Galerie Belvedere
- Dalmatinische Küste, um 1925, Privatbesitz
- Italienische Landschaft, Aquarell auf Papier, Privatbesitz